# Beraka
Beraka ist ein Ortsteil des Ortes Hera im osttimoresischen Suco Hera (Verwaltungsamt Cristo Rei, Gemeinde Dili).

## Geographie

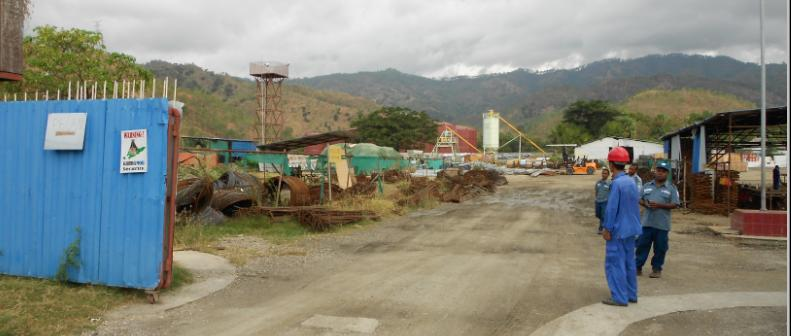
Kraftwerk Hera

Beraka bildet den Nordosten des Ortes Hera. Nördlich der Avenida Hera liegt die Bucht von Hera. Südwestlich grenzt Beraka an den Ortsteil Lepos. Beraka gehört zur Aldeia Sucaer Laran. Hier befinden sich der Markt von Hera, der Friedhof, das Hera Oil Terminal und Kraftwerk Hera, Osttimors größtes Elektrizitätswerk.